# Dosolo
Dosolo är en ort och kommun i provinsen Mantua i regionen Lombardiet i Italien. Kommunen hade 3 413 invånare (2018).